# Lijst van voetbalinterlands Guadeloupe - Panama
Deze lijst van voetbalinterlands is een overzicht van alle officiële voetbalwedstrijden tussen de nationale teams van Guadeloupe en Panama. De landen hebben tot op heden twee keer tegen elkaar gespeeld.

## Wedstrijden
| № | Plaats  | Datum        | Competitie        | Wedstrijd           | Uitslag |
| - | ------- | ------------ | ----------------- | ------------------- | ------- |
| 1 | Oakland | 5 juli 2009  | CONCACAF Gold Cup | Panama − Guadeloupe | 1 – 2   |
| 2 | Detroit | 7 juni 2011  | CONCACAF Gold Cup | Panama − Guadeloupe | 3 – 2   |
| 3 | Carson  | 16 juni 2025 | CONCACAF Gold Cup | Panama − Guadeloupe | 5 – 2   |

## Samenvatting
| Competitie        | Totaal gespeeld | Winst Guadeloupe | Gelijk | Winst Panama | Doelsaldo Guadeloupe – Panama |
| ----------------- | --------------- | ---------------- | ------ | ------------ | ----------------------------- |
| CONCACAF Gold Cup | 3               | 1                | 0      | 2            | 6 − 9                         |
| Totaal            | 3               | 1                | 0      | 2            | 6 − 9                         |

Ligue Guadeloupéenne
de Football
Amerikaanse Maagdeneilanden ·
Anguilla ·
Antigua en Barbuda ·
Barbados ·
Britse Maagdeneilanden ·
Canada ·
Costa Rica ·
Cuba ·
Curaçao ·
Dominica ·
Dominicaanse Republiek ·
Frans-Guyana ·
Grenada ·
Guyana ·
Haïti ·
Honduras ·
Jamaica ·
Kaaimaneilanden ·
Martinique ·
Mayotte ·
Mexico ·
Nicaragua ·
Nieuw-Caledonië ·
Panama ·
Paraguay ·
Puerto Rico ·
Réunion ·
Saint-Barthélemy ·
Saint Kitts en Nevis ·
Saint Lucia ·
Saint-Pierre en Miquelon ·
Saint Vincent en de Grenadines ·
Sint-Maarten ·
Suriname ·
Tahiti ·
Trinidad en Tobago ·
Verenigde Staten
FEPAFUT · A-internationals · Selecties · Bondscoaches · Panamees vrouwenelftal · Panama U21 · Panama U20 · Panama U19 · Panama U18 · Panama U17
1930 – 1949 · 
1950 – 1959 · 
1960 – 1969 · 
1970 – 1979 · 
1980 – 1989 · 
1990 – 1999 · 
2000 – 2009 · 
2010 – 2019 ·
2020 – 2029
CGC 1991 · 
CGC 1993 · 
CGC 1996 · 
CGC 1998 · 
CGC 2000 · 
CGC 2002 · 
CGC 2003 · 
CGC 2005 · 
CGC 2007 · 
CGC 2009 · 
CGC 2011 · 
CGC 2013 · 
CGC 2021
WK 2018
1938 · 
1939 · 
1940 · 
1941 · 
1942 · 1943 · 1944 · 1945 · 
1946 · 
1947 · 
1948 · 
1949 · 
1950 · 
1951 · 
1952 · 
1953 · 
1954 · 
1955 · 
1956 · 
1957 · 
1958 · 
1959 · 
1960 · 
1961 · 
1962 · 
1963 · 
1964 · 
1965 · 
1966 · 
1967 · 
1968 · 
1969 · 
1970 · 
1971 · 
1972 · 
1973 · 
1974 · 
1975 · 
1976 · 
1977 · 
1978 · 
1979 · 
1980 · 
1981 · 
1982 · 
1983 · 
1984 · 
1985 · 
1986 · 
1987 · 
1988 · 
1989 · 
1990 · 
1991 · 
1992 · 
1993 · 
1994 · 
1995 · 
1996 · 
1997 · 
1998 · 
1999 · 
2000 · 
2001 · 
2002 · 
2003 · 
2004 · 
2005 · 
2006 · 
2007 · 
2008 · 
2009 · 
2010 · 
2011 · 
2012 · 
2013 · 
2014 · 
2015 · 
2016 · 
2017 ·
2018 ·
2019 ·
2020 ·
2021 ·
2022 ·
2023 ·
2024
Anguilla ·
Argentinië · 
Armenië · 
Aruba · 
Bahama's ·
Bahrein ·
Barbados ·
België · 
Belize · 
Bermuda · 
Bolivia · 
Brazilië · 
Canada · 
Chili · 
Colombia · 
Costa Rica · 
Cuba · 
Curaçao ·
Denemarken ·
Dominica · 
Dominicaanse Republiek · 
Ecuador · 
El Salvador · 
Engeland · 
Grenada · 
Guadeloupe ·
Guatemala · 
Guyana · 
Haïti · 
Honduras · 
Iran · 
Jamaica · 
Japan · 
Kameroen ·
Mexico · 
Montserrat ·
Nederlandse Antillen · 
Nicaragua · 
Noord-Ierland ·
Noorwegen ·
Paraguay · 
Peru · 
Portugal · 
Puerto Rico · 
Qatar ·
Saint Lucia · 
Saoedi-Arabië ·
Servië ·
Spanje · 
Taiwan · 
Trinidad en Tobago ·
Tunesië ·  
Uruguay ·  
Venezuela · 
Verenigde Staten ·
Wales ·
Zuid-Afrika ·
Zuid-Korea ·
Zwitserland
België (2018) ·
Engeland (2018) ·
Tunesië (2018)